# Епринцев, Александр Трофимович
Александр Трофимович Епринцев (род. 24 января 1954) — российский биолог, доктор биологических наук, профессор Воронежского государственного университета, Заслуженный деятель науки Российской Федерации. Основные работы — по физиологической, генетической и эпигенетической регуляции метаболизма растений, энзимологии, биохимии органических кислот растений, адаптации растений к стрессовым факторам, а также по биохимии микроорганизмов и животных.

## Краткая биография
А. Т. Епринцев родился в городе Россошь Воронежской области. Окончил биолого-почвенный факультет (в настоящее время — медико-биологический факультет) Воронежского государственного университета, ученик профессора А. А. Землянухина. В 1982 году защитил кандидатскую, а в 1995 году — докторскую диссертацию. Тема докторской диссертации — «Малатдегидрогеназная и аконитазная ферментные системы высших растений: физиолого-биохимическая характеристика, регуляция и роль в адаптации к факторам внешней среды». В 1996 получил ученое звание профессора. С 1997 — заведующий кафедрой биохимии и физиологии клетки (до 2008 — кафедра физиологии и биохимии растений) медико-биологического факультета Воронежского университета. В 1996 и 1997 был удостоен звания Соросовский доцент, а в 2000 и 2001 — Соросовский профессор. В 2010 удостоен звания Заслуженный деятель науки Российской Федерации.

## Научная деятельность
А. Т. Епринцев проводит исследования по метаболическим механизмам адаптивной реакции организмов, роли глиоксилатного цикла и цикла трикарбоновых кислот в адаптации растений, животных и микроорганизмов к меняющимся условиям внутренней и внешней среды, роли изоферментов в переключении метаболических потоков, обусловливающих приспособление организма к экстремальным факторам. В его исследованиях было показано, что одним из эффективных механизмов адаптивной реакции клеточного метаболизма является экспрессионная регуляция генов ферментов цикла Кребса и глиоксилатного пути. Было установлено, что адаптация растений к условиям освещения и стрессовым факторам достигается путем метилирования промоторов генов, кодирующих ферменты дыхательного метаболизма, показана роль фитохромной системы в эпигенетической регуляции клеточного дыхания. Руководитель грантов Российского научного фонда и Российского фонда фундаментальных исследований. На ноябрь 2019 А. Т. Епринцев является автором 140 статей в рецензируемых научных журналах и 7 монографий, он подготовил 35 кандидатов наук.